# تپه جنوب پیله
تپه جنوب پیله مربوط به عصر مس است و در شهرستان مریوان، روستای پیله واقع شده و این اثر در تاریخ ۲۷ مرداد ۱۳۸۲ با شمارهٔ ثبت ۹۶۲۸ به‌عنوان یکی از آثار ملی ایران به ثبت رسیده است.